# بخش نیو لایم (شهرستان اشتابولا، اوهایو)
بخش نیو لایم (به انگلیسی: New Lyme Township) یک منطقهٔ مسکونی در ایالات متحده آمریکا است که در شهرستان آشتابولا، اوهایو واقع شده‌است.
 بخش نیو لایم ۶۴٫۵ کیلومتر مربع مساحت و ۱٬۱۱۶ نفر جمعیت دارد و ۲۹۹ متر بالاتر از سطح دریا واقع شده‌است.